# Sepsisoma sabroskyi
Sepsisoma sabroskyi är en tvåvingeart som beskrevs av Steyskal 1961. Sepsisoma sabroskyi ingår i släktet Sepsisoma och familjen Richardiidae.
Artens utbredningsområde är Kansas. Inga underarter finns listade i Catalogue of Life.